# Плоский (остров, Красноярский край)
Пло́ский — остров архипелага Северная Земля. Административно относится к Таймырскому Долгано-Ненецкому району Красноярского края.

## Расположение
Расположен в южной части архипелага на расстоянии 28 километров к югу от мыса Свердлова — юго-восточного мыса острова Октябрьской Революции. Входит в состав Краснофлотских островов. Лежит в южной части группы в 4650 метрах к югу от острова Среднего и в 1100 метрах к северу от острова Гребень.

## Описание
Имеет овальную форму с небольшим узким полуостровом длиной около 500 метров в северо-восточной части. Длина острова — 1,5 километра, ширина — до 800 метров. Свободен ото льда. Берега неровные с обрывами до 5 метров. В южной части острова находится возвышенность высотой 24 метра. На её вершине закреплена точка съёмочной сети. У северо-западного побережья Плоского лежит небольшой безымянный остров около 150 метров в длину. В северной части острова — каменистые россыпи.

## История
Остров Плоский вместе с остальными Краснофлотскими островами был впервые обнаружен и нанесён на карту 17 августа 1932 года экспедицией Всесоюзного арктического института на ледоколе «В. Русанов».

## Карта
- Лист карты T-47-XIII,XIV,XV острова Краснофлотские (Северная Земля). Масштаб: 1 : 200 000. Состояние местности на 1957 год.